# Raffaele Rigotti
Raffaele Rigotti (Malo, 2 settembre 1839 – Pavia, 21 agosto 1861) è stato un patriota italiano.

## Biografia
Rigotti nacque da Francesco e Domenica Gaspare. Ancora studente a ventun'anni si arruolò come semplice soldato a Genova per la spedizione dei Mille. Venne aggregato al VII compagnia di Benedetto Cairoli e imbarcato sul “Piemonte”. Fece tutta la campagna e il 15 giugno 1860 a Palermo fu nominato sergente.
Mori di tisi a Pavia un anno dopo il 21 agosto 1861.
Nell'elenco ufficiale dei partecipanti all'impresa pubblicato sulla Gazzetta Ufficiale del Regno d'Italia del 12 novembre 1878, lo si trova al numero 827. A Malo porta il suo nome la scuola elementare del paese.